# Открытый чемпионат Уханя по теннису 2019
Открытый чемпионат Уханя 2019 — 6-й розыгрыш ежегодного профессионального теннисного турнира среди женщин, проводящегося в китайском городе Ухань и являющегося частью тура WTA в рамках серии Премьер 5.
В 2018 году турнир прошёл с 22 по 28 сентября. Соревнование продолжало восточноазиатскую серию хардовых турниров, расположенную в календаре между Открытым чемпионатом США и Финалом тура WTA.

## Общая информация
Одиночный турнир собрал семь представительниц топ-10 мирового рейтинга. Возглавила это список первая ракетка мира на тот момент Эшли Барти. Австралийская теннисистка доиграла до полуфинала, где проиграла прошлогодней чемпионке Арина Соболенко (№ 13 в мире на тот момент). По итогу Соболенко смогла защитить свой титул, переиграв в финале Алисон Риск из США. В основной сетке турнира приняли участие пять представительниц России. Лучше всего из них сыграли Вероника Кудерметова и Светлана Кузнецова, прошедшие в третий раунд.
Парный приз достался восьмым номерам посева Дуань Инъин и Веронике Кудерметова, которые в финале обыграли вторых номеров посева Элизе Мертенс и Арина Соболенко. Таким образом, прошлогодние чемпионки Элизе Мертенс и Деми Схюрс не защищали свой титул, но обе сыграли на турнире. Схюрс в свою очередь выступила в паре с Анной-Леной Грёнефельд под четвёртым номером посева и они дошли до полуфинала.

## Соревнования

### Одиночный разряд
Арина Соболенко обыграла  Алисон Риск со счётом 6-3, 3-6, 6-1.
- Соболенко выиграла 2-й одиночный титул в сезоне и 4-й за карьеру в основном туре ассоциации.
- Риск сыграла 3-й одиночный финал в сезоне и 9-й за карьеру в основном туре ассоциации.

### Парный разряд
Дуань Инъин /  Вероника Кудерметова обыграли  Элизе Мертенс /  Арину Соболенко со счётом 7-6(3), 6-2.
- Дуань выиграла 1-й парный титул в сезоне и 3-й за карьеру в основном туре ассоциации.
- Кудерметова выиграла дебютный титул в основном туре ассоциации.